# ニュージャパンキックボクシング連盟
ニュージャパンキックボクシング連盟（ニュージャパンキックボクシングれんめい）は、日本のキックボクシング団体。1996年に設立。理事長は坂上顕二。略称は、NJKF。

## 歴史
1996年9月に全日本キックボクシング連盟から理事長の藤田眞と所属ジムの過半が離脱して結成。藤田が理事長を務める。1996年10月6日に東京ベイNKホールで旗揚げ戦を行う。
1999年にムラッド・サリがルンピニージュニアウェルター級王座を獲得したことを受けて、サリを招聘することを計画。当時NJKFの王者であった青葉繁とサリとの対戦を計画していたが、実現に至らなかった。2000年にウェルター級選手4名の総当たりリーグ戦を日本キックボクシング連盟（JKF）と合同で開催し、リーグ戦の勝者とサリとの対戦を計画する。NJKFから青葉、松浦信次、大谷浩二、JKFから小野瀬邦英が出場し、小野瀬が3勝全勝したがサリとの試合は再び実現に至らなかった。なお、サリは2000年11月にK-1で魔裟斗とISKAオリエンタル世界ウェルター級タイトルマッチで対戦し、魔裟斗がKO勝利した。
2001年1月29日に開催した興行でキック・ユニオン、アジア太平洋キックボクシング連盟、日本キックボクシング連盟との交流強化を発表し、同4団体で7月8日に日本キックボクシング（NKB）の設立を発表。設立以降、同団体の中心的な役割を担っていたが、2004年12月に方向性の違いにより離脱。
2006年7月22日、9月24日、11月23日にトーナメント戦「真王杯」を開催。55kg以下と60kg以下の契約体重でそれぞれ8名出場し、全日本キックボクシング連盟、マーシャルアーツ日本キックボクシング連盟、J-NETWORKの選手が参加した。同年12月23日に理事長の藤田が退任。
2008年2月にスーパーフェザー級、7月にスーパーウェルター級の新設を発表。9月27日に赤十字竜（2位）が中須賀芳徳（1位）に判定3-0（3分5R）で勝利し、スーパーフェザー級初代王者に、11月9日に長島☆自演乙☆雄一郎が古川照明に1ラウンドKOで勝利し、スーパーウェルター級初代王者となった。
2009年にジャパン・プロフェッショナル・ムエタイ・コミッティの統括でWBCムエタイルールによるムエタイ日本国内王座決定トーナメント・国内ランキング戦を開催。マーシャルアーツ日本キックボクシング連盟が参加。フライ級からウェルター級の8階級で実施し、各階級に4人の選手が出場。全階級の初代日本王者が決定した。
2010年に女子部門「BONITA BOXEO」（ボニータ・ボクセオ）を新設。

## 階級
- スーパーウェルター級 - 69.85kg
- ウェルター級 - 66.68kg
- スーパーライト級 - 63.50kg
- ライト級 - 61.23kg
- スーパーフェザー級 - 58.97kg
- フェザー級 - 57.15kg
- スーパーバンタム級 - 55.34kg
- バンタム級 - 53.52kg
- フライ級 - 50.80kg

## 歴代王者
※日本キックボクシング（NKB）に加盟していた期間も含む。

### フライ級
| 代        | 名前       | 所属       | 在位期間・認定日                       | 防衛回数 |
| --------- | ---------- | ---------- | -------------------------------------- | -------- |
| 初        | 佐々木功輔 | 北流会君津 | 1996年10月6日 - 1997年8月10日          | 0        |
| 2         | 安川賢     | S.V.G.     | 1997年8月10日 - 1999年（返上）         |          |
| 3         | 佐々木功輔 | 北流会君津 | 2000年11月（認定） - 2001年7月（返上） | 0        |
| NKB加盟後 |            |            |                                        |          |
| 4         | 川津真一   | 町田金子   | 2002年7月14日 - 2003年10月（返上）     |          |
| 5         | 高橋拓也   | 拳之会     | 2003年11月9日 - 2005年1月（返上）      | 1        |
| NKB離脱後 |            |            |                                        |          |
| 6         | 高橋拓也   | 拳之会     | 2005年1月 - 2006年4月9日               |          |
| 7         | TOMONORI   | OGUNI-GYM  | 2006年4月9日 - 2007年（返上）          |          |
| 8         | 久保賢司   | 立川KBA    | 2007年9月2日 - 2008年10月（返上）      | 0        |

### バンタム級
| 代        | 名前     | 所属                         | 在位期間・認定日                  | 防衛回数 |
| --------- | -------- | ---------------------------- | --------------------------------- | -------- |
| 初        | 中島昇   | 大和                         | 1996年10月6日 - 1997年8月10日     | 1        |
| 2         | 楠本勝也 | 東京北星                     | 1997年8月10日 - 1998年（返上）    | 0        |
| 3         | 桜井洋平 | 岩瀬スポーツ                 | 2000年7月7日 - 2001年7月（返上）  | 0        |
| NKB加盟後 |          |                              |                                   |          |
| 4         | 中野智則 | TEAM.OJ（APKF所属）          | 2002年6月29日 - 2003年7月6日      |          |
| 5         | 国崇     | 拳之会                       | 2003年7月6日 - 2005年1月（返上）  |          |
| NKB離脱後 |          |                              |                                   |          |
| 6         | 国崇     | 拳之会                       | 2005年1月（認定） - 2007年3月18日 |          |
| 7         | 米田貴志 | OGUNI-GYM                    | 2007年3月18日 - 2007年8月         |          |
| 8         | 前田浩喜 | インスパイヤード・モーション | 2007年11月23日 - 2010年10月1日    | 1        |

### フェザー級
| 代        | 名前     | 所属                 | 在位期間・認定日                       | 防衛回数 |
| --------- | -------- | -------------------- | -------------------------------------- | -------- |
| 初        | 鈴木秀明 | 大和北               | 1996年8月 - 1998年9月（返上）          | 2        |
| 2         | 中島稔倫 | 大和                 | 1999年7月4日 - 2001年                  | 2        |
| NKB加盟後 |          |                      |                                        |          |
| 3         | 桜井洋平 | 岩瀬スポーツ         | 2002年9月8日 - 2003年10月（返上）      | 1        |
| 4         | TURBO    | TEAM O.J（APKF所属） | 2003年11月23日 - 2004年7月19日（返上） |          |
| 5         | 松本浩幸 | 八王子FSG（K-U所属） | 2004年9月26日 - 2005年4月30日          | 0        |
| NKB離脱後 |          |                      |                                        |          |
| 6         | 岩井伸洋 | OGUNI-GYM            | 2005年5月3日 - 2006年11月1日（剥奪）   | 0        |
| 7（暫定） | 久保優太 | 立川KBA              | 2006年11月1日 - 2007年3月18日（昇格）  | 1        |
| 8         | 久保優太 | 立川KBA              | 2007年3月18日 - 2008年2月（返上）      | 0        |
| 9         | 国崇     | 拳之会               | 2008年7月27日 - 2010年4月1日（返上）   | 0        |
| 10        | 中嶋平八 | 誠至会               | 2010年8月1日                           | 0        |

### スーパーフェザー級
| 代 | 名前               | 所属   | 在位期間・認定日 | 防衛回数 |
| -- | ------------------ | ------ | ---------------- | -------- |
| 初 | 赤十字竜（羅紗陀） | キング | 2008年9月27日    | 0        |

### ライト級
| 代        | 名前     | 所属      | 在位期間・認定日                      | 防衛回数 |
| --------- | -------- | --------- | ------------------------------------- | -------- |
| 2         | 佐藤孝也 | 名古屋JKF |                                       | 3        |
| -         | 飯田誠一 | 町田金子  | 2004年5月2日 - 2004年11月23日         | 0        |
| -         | 桜井洋平 | GANGA     | 2004年11月23日 - 2005年1月（返上）    |          |
| NKB離脱後 |          |           |                                       |          |
| -         | 桜井洋平 | GANGA     | 2005年1月（認定） - 2008年2月（返上） |          |
| -         | 大和哲也 | 大和ジム  | 2008年7月27日 - 2010年3月23日（返上） | 0        |
| -         | 一輝     | OGUNI-GYM | 2010年8月1日                          | 0        |

### ウェルター級
| 代        | 名前               | 所属      | 在位期間・認定日                       | 防衛回数 |
| --------- | ------------------ | --------- | -------------------------------------- | -------- |
| 初        | 松浦信次           | 東京北星  | 1996年10月6日 - 1997年7月21日          | 1        |
| 2         | 青葉繁             | 仙台青葉  | 1997年7月21日 - 2000年11月26日         | 1        |
| 3         | 松浦信次           | 東京北星  | 2000年11月26日 - 2002年4月13日（返上） |          |
| NKB加盟後 |                    |           |                                        |          |
| 4         | 石毛慎也           | 東京北星  | 2002年6月29日 - 2003年10月（返上）     | 1        |
| 5         | 木浪"シャーク"利幸 | OGUNI-GYM | 2003年11月9日 - 2004年10月7日（返上）  | 1        |
| 6         | 石黒竜也           | 東京北星  | 2004年11月23日 - 2005年1月（返上）     | 0        |
| NKB離脱後 |                    |           |                                        |          |
| 7         | 笛吹丈太郎         | 大和      | 2005年5月3日 - 2008年2月（返上）       | 2        |
| 8         | 健太               | E.S.G     | 2008年5月11日 - 2009年12月31日（返上） | 0        |
| 9         | 大和侑也           | 大和      | 2010年5月9日                           | 0        |

### スーパーウェルター級
| 代 | 名前               | 所属  | 在位期間・認定日                     | 防衛回数 |
| -- | ------------------ | ----- | ------------------------------------ | -------- |
| 初 | 長島☆自演乙☆雄一郎 | 魁塾  | 2008年11月9日 - 2010年4月1日（返上） | 0        |
| 2  | 健太               | E.S.G | 2010年5月9日                         | 0        |

### ミドル級
| 代 | 名前     | 所属   | 在位期間・認定日    | 防衛回数 |
| -- | -------- | ------ | ------------------- | -------- |
| 初 | 新田明臣 | S.V.G. | 1996年10月 - 1998年 | 2        |

### 女子フェザー級
| 代 | 名前  | 所属   | 在位期間・認定日 | 防衛回数 |
| -- | ----- | ------ | ---------------- | -------- |
| 初 | AZUMA | y-park | 2010年1月24日    | 1        |

## 主な歴代出場選手
- 佐藤嘉洋
- 小次郎
- 小林聡
- 立嶋篤史
- ソムチャーイ高津
- 孫悟空丸山
- 西良典
- 鶴谷剛
- テヨン